# Festival de Cannes 1997
La 50e édition du Festival de Cannes a lieu du 7 au 18 mai 1997. La maîtresse de cérémonie fut l'actrice française Jeanne Moreau. Exceptionnellement, une Palme des Palmes a été décernée par tous les réalisateurs palmés vivants lors de la soirée d'ouverture. Ingmar Bergman en fut le récipiendaire.

## Déroulement et faits marquants

### Modifications de la sélection
Plusieurs modifications eurent lieu après la conférence de presse. Ainsi, Le Goût de la cerise fut jusqu'au bout compromis durant sa sélection, les autorités iraniennes étant mal à l'aise avec le suicide, principale thématique du film. La Chine empêcha la projection de Keep Cool en bloquant la sortie des copies du pays en représailles de la sélection de East Palace West Palace. Le Baiser du serpent devait à l'origine faire l'ouverture de la section Un certain regard avant d'être transféré en compétition. Idem pour Le Destin qui devait être projeté d'abord hors-compétition.

### Délibérations du jury
Dans le chapitre qu'il consacre à la 50e édition dans ses mémoires, La Vie passera comme un rêve, Gilles Jacob, à l'époque délégué général du Festival de Cannes, explique l'influence déterminante de Nanni Moretti sur le choix de la Palme d'or. Cette année-là, Isabelle Adjani souhaite que son jury assiste groupé aux projections afin d'éviter les clans. Elle exige par ailleurs une délibération après chaque séance et désire rester la maîtresse de l'emploi du temps collectif, également pour l'horaire et le choix des repas. En conséquence, elle rencontre l'hostilité des autres jurés nonobstant un excellent discernement sur les films, selon l'avis de Gilles Jacob. Pour l'ultime délibération, à la villa Domergue, Nanni Moretti soutient avec insistance Le Goût de la cerise d'Abbas Kiarostami. Cependant, le vote préliminaire est clairement en faveur d'une Palme indiscutable à L'Anguille de Shōhei Imamura, déjà lauréat de cette récompense pour La Ballade de Narayama. Par le biais d'une argumentation efficace, Moretti convainc progressivement les autres jurés d'accepter le principe d'égalité pour le film iranien. Au second vote indicatif, Le Goût de la cerise passe de la seule voix de Moretti à cinq voix. D'autre part, tous les jurés savent qu'Isabelle Adjani souhaite que la Palme aille à De beaux lendemains du Canadien Atom Egoyan. Moretti et elle s'entendent pour faire accepter l'idée d'une Palme d'or ex æquo ce qu'interdit le règlement. Gilles Jacob accorde alors une dérogation exceptionnelle, pensant que le film d'Imamura n'est « pas son meilleur » et que donner la Palme à ce seul long métrage serait mal vu par la presse. Jacob explique plus tard que c'est paradoxalement ce choix qui lui sera reproché car « couper la Palme en deux affaiblit sa portée ».
Adjani pense, en faisant cette demande, que l'autre demi-palme ira à Atom Egoyan et que Moretti l'appuiera. Mais une fois que la Palme est acquise pour Le Goût de la cerise, le cinéaste porte son second vote sur L'Anguille qui l'emporte très largement. Devant ce résultat incontestable, De beaux lendemains ne reçoit que le Grand prix du jury ce qui déclenche la colère de la présidente. Adjani, dans les interviews qui suivent le festival, qualifie Moretti de « Machiavel ». Cette année-là, la comédienne est aussi en conflit ouvert avec Mike Leigh. Ils s'entendent néanmoins pour faire attribuer le Prix d'interprétation féminine à Kathy Burke pour Ne pas avaler de Gary Oldman. Dans un entretien accordé au Journal du dimanche, Adjani le traite de « nain de jardin ». Moretti est également en profond désaccord avec Leigh. À noter que Tim Burton, juré cette année-là, présidera le jury de la 63e édition cannoise et Moretti, celui du 65e Festival. Alors que le cinéaste italien avait affirmé qu'il ne serrerait jamais la main de l'auteur de Funny Games (en compétition) qui l'avait profondément choqué, il attribue avec ses jurés la Palme d'or à Amour du même réalisateur. Ironie de l'histoire, Kiarostami, en compétition la même année qu'Amour avec Like Someone in Love, repartira bredouille.

### Remise la Palme d'or
Abbas Kiarostami scandalise les autorités iraniennes pour s'être laissé embrasser par une femme en public, Catherine Deneuve, qui lui remettait la Palme d'or.

### Palme des palmes
À l'occasion du cinquantenaire du festival, en ouverture, une Palme des palmes est décernée au cinéaste suédois Ingmar Bergman par tous les lauréats de la Palme d'or présents à Cannes. Sa fille, Linn Ullmann, vient chercher le prix qui lui est remis par sa mère, l'actrice Liv Ullmann.

## Jurys

### Constitution
Alors qu'elle avait décliné la proposition de présider le jury en 1990, ne s'estimant pas prête, Isabelle Adjani accepte d'être la présidente de la 50e édition. Elle demande néanmoins au Festival d'être consultée sur la composition du jury. Elle exprime aussi le souhait que le jury soit « jeune » et constitué uniquement d'artistes. Elle donne son accord pour que Patrice Chéreau soit écarté d'emblée, jugé par la direction trop proche d'elle depuis La Reine Margot. Comme metteur en scène de théâtre et d'opéra et réalisateur de films, le Suisse Luc Bondy est choisi à sa place. Plusieurs artistes envisagés ne peuvent participer à l'édition, car indisponibles à l'instar d'Emma Thompson et Ralph Fiennes. Kristin Scott-Thomas donne un accord de principe mais souhaite tenir le premier rôle de L'Homme qui murmurait à l'oreille des chevaux de Robert Redford pour lequel elle est pressentie (Elle sera néanmoins membre du jury en 2000). Elle fait part de la proposition du Festival au réalisateur qui décide de l'engager. Arnaud Desplechin accepte puis se désiste (Il sera néanmoins membre du jury en 2016). Jodie Foster refuse, souhaitant uniquement présider le jury (poste qu'elle acceptera un temps en 2001 avant de se désister de nouveau pour participer à Panic Room de David Fincher). Paul Auster suggère la participation de Michael Ondaatje, l'auteur de L'Homme flambé dont Le Patient anglais est adapté. Tim Burton, Mike Leigh, Gong Li et Nanni Moretti se rendent disponibles. Comme il manque un nom français, le danseur étoile Patrick Dupond est sollicité. Mira Sorvino termine un film le jour de l'ouverture du festival. Mais elle souhaite vivement participer au jury et accepte la proposition qui lui est faite.

### Compétition
- Isabelle Adjani (Présidente du jury), actrice et productrice  France
- Gong Li, actrice  Chine
- Mira Sorvino, actrice  États-Unis
- Paul Auster, écrivain  États-Unis
- Tim Burton, réalisateur et producteur  États-Unis
- Luc Bondy, metteur en scène  Suisse
- Patrick Dupond, danseur et chorégraphe  France
- Mike Leigh, réalisateur  Royaume-Uni
- Nanni Moretti, réalisateur et scénariste  Italie
- Michael Ondaatje, écrivain  Canada

### Caméra d'or
- Françoise Arnoul, actrice  France (Présidente du jury)
- Luciano Barisone, critique  Italie
- Olivier Brunet-Lefèbvre, cinéphile  France
- Julien Camy, cinéphile  France
- Ulrich Gregor, historien du cinéma  Allemagne
- Gérard Lenne, critique  France
- Jiří Menzel, réalisateur  République tchèque
- Nicolas Philibert, réalisateur  France

## Sélection

### Sélection officielle

#### Compétition
La sélection officielle en compétition se compose de 20 films :
| Titre                                                     | Réalisation          | Pays         | Distribution                                                       |
| --------------------------------------------------------- | -------------------- | ------------ | ------------------------------------------------------------------ |
| Assassin(s)                                               | Mathieu Kassovitz    | France       | Michel Serrault, Mathieu Kassovitz                                 |
| Funny Games                                               | Michael Haneke       | Autriche     | Susanne Lothar, Ulrich Mühe, Arno Frisch, Frank Giering            |
| Happy Together                                            | Wong Kar-wai         | Hong Kong    | Leslie Cheung, Tony Leung Chiu-wai                                 |
| Le Prince de Hombourg                                     | Marco Bellocchio     | Italie       | Andrea Di Stefano, Barbora Bobulova, Toni Bertorelli               |
| Kini et Adams                                             | Idrissa Ouedraogo    | Burkina Faso | Vusi Kunene, David Mohloki                                         |
| L.A. Confidential                                         | Curtis Hanson        | États-Unis   | Kevin Spacey, Russell Crowe, Guy Pearce, Kim Basinger              |
| La Femme défendue                                         | Philippe Harel       | France       | Isabelle Carré, Philippe Harel                                     |
| La Trêve                                                  | Francesco Rosi       | Italie       | John Turturro, Rade Serbedzija                                     |
| Ne pas avaler (en compétition pour la Caméra d'or)        | Gary Oldman          | Royaume-Uni  | Ray Winstone, Kathy Burke                                          |
| She's So Lovely                                           | Nick Cassavetes      | États-Unis   | Sean Penn, Robin Wright, John Travolta, James Gandolfini           |
| Le Goût de la cerise                                      | Abbas Kiarostami     | Iran         | Homayun Ershadi, Abdolrahman Bagheri                               |
| The Brave (en compétition pour la Caméra d'or)            | Johnny Depp          | États-Unis   | Johnny Depp, Marlon Brando                                         |
| The End of Violence                                       | Wim Wenders          | États-Unis   | Bill Pullman, Andie MacDowell, Gabriel Byrne                       |
| Ice Storm                                                 | Ang Lee              | États-Unis   | Kevin Kline, Joan Allen, Sigourney Weaver, Henry Czerny            |
| Le Baiser du serpent (en compétition pour la Caméra d'or) | Philippe Rousselot   | Royaume-Uni  | Ewan McGregor, Greta Scacchi, Pete Postlethwaite, Richard E. Grant |
| De beaux lendemains                                       | Atom Egoyan          | Canada       | Ian Holm, Caerthan Banks, Sarah Polley                             |
| Le Puits (en compétition pour la Caméra d'or)             | Samantha Lang        | Australie    | Pamela Rabe, Miranda Otto                                          |
| L'Anguille                                                | Shōhei Imamura       | Japon        | Kôji Yakusho, Misa Shimizu                                         |
| Bienvenue à Sarajevo                                      | Michael Winterbottom | Royaume-Uni  | Stephen Dillane, Woody Harrelson, Marisa Tomei                     |
| Western                                                   | Manuel Poirier       | France       | Sergi López, Sacha Bourdo, Élisabeth Vitali                        |

#### Un certain regard
La section Un certain regard comprend 22 films. L'ouverture de la section s'est faite avec le court métrage Sans titre suivit de Marius et Jeannette.
| Film                                                        | Réalisateur          | Pays                     |
| ----------------------------------------------------------- | -------------------- | ------------------------ |
| 12 Storeys (Shier lou)                                      | Eric Khoo            | Singapour                |
| A,B,C… Manhattan                                            | Amir Naderi          | Iran                     |
| Le Voyage d'une montre (Akrebin Yolculuğu)                  | Ömer Kavur           | Turquie                  |
| Américain impekable (American Perfekt)                      | Paul Chart           | États-Unis               |
| Le Frère (Брат, Brat)                                       | Alekseï Balabanov    | Russie                   |
| Derrière la cité interdite (东宫西宫, Dōng gōng xī gōng)    | Zhang Yuan           | Chine                    |
| Entretiens privés (Enskilda samtal)                         | Liv Ullmann          | Suède                    |
| Gudia                                                       | Goutam Ghose         | Inde                     |
| Histoire(s) du cinéma                                       | Jean-Luc Godard      | France                   |
| En compagnie des hommes (In the Company of Men)             | Neil LaBute          | États-Unis / Canada      |
| Inside/Out                                                  | Rob Tregenza         | États-Unis               |
| L'Écho du vent en moi (court-métrage)                       | Jeon Soo-il          | Corée du Sud             |
| La Bonne Étoile (La Buena Estrella)                         | Ricardo Franco       | Espagne                  |
| La Cruz                                                     | Alejandro Agresti    | Argentine                |
| Amour et mort à Long Island (Love and Death on Long Island) | Richard Kwietniowski | Royaume-Uni / Canada     |
| Marcello Mastroianni: mi ricordo, sì, io mi ricordo         | Anna Maria Tatò      | Italie                   |
| Marius et Jeannette                                         | Robert Guédiguian    | France                   |
| La Dame de Windsor (Mrs. Brown)                             | John Madden          | Royaume-Uni / États-Unis |
| Post coïtum animal triste                                   | Brigitte Roüan       | France                   |
| Sunday                                                      | Jonathan Nossiter    | États-Unis               |
| A Casa                                                      | Šarūnas Bartas       | Lituanie                 |
| Witman Fiuk                                                 | János Szász          | Hongrie                  |

#### Hors compétition
- Bienvenue à Woop Woop de Stephan Elliott (Australie)
- Les Pleins Pouvoirs de Clint Eastwood (États-Unis)
- Le Destin de Youssef Chahine (Égypte)
- Ghosts de Stan Winston (États-Unis)
- Hamlet de Kenneth Branagh (Royaume-Uni)
- Le Cinquième Élément de Luc Besson (France)
- Nirvana de Gabriele Salvatores (Italie)
- The Blackout d'Abel Ferrara (États-Unis)
- Voyage au début du monde de Manoel de Oliveira (Portugal)

#### Séances spéciales
| Film         | Réalisateur         | Pays                   |
| ------------ | ------------------- | ---------------------- |
| Ghosts       | Stan Winston        | États-Unis             |
| Hamlet       | Kenneth Branagh     | États-Unis Royaume-Uni |
| Nirvana      | Gabriele Salvatores | Italie                 |
| The Blackout | Abel Ferrara        | États-Unis             |

#### Courts métrages
| Film                                                                          | Réalisateur          | Pays |
| ----------------------------------------------------------------------------- | -------------------- | ---- |
| Birdhouse                                                                     | Richard C. Zimmerman |      |
| Camera Obscura                                                                | Stefano Arduino      |      |
| Final Cut                                                                     | Justin Case          |      |
| Is It the Design on the Wrapper? (Est-ce à cause du dessin sur l'emballage ?) | Tessa Sheridan       |      |
| Joe                                                                           | Sasha Wolf           |      |
| Leonie                                                                        | Lieven Debrauwer     |      |
| Les Vacances                                                                  | Emmanuelle Bercot    |      |
| Makom Tov (Le Bon Endroit)                                                    | Ayelet Bargur        |      |
| Over the Rainbow                                                              | Alexandre Aja        |      |
| Quasi niente (Presque rien)                                                   | Ursula Ferrara       |      |
| Rubicon                                                                       | Gil Alkabetz         |      |

### Quinzaine des réalisateurs
| Film                                          | Réalisateur                | Pays               |
| --------------------------------------------- | -------------------------- | ------------------ |
| Buud Yam                                      | Gaston Jean-Marie Kaboré   | Burkina Faso       |
| Cosmos                                        | Film à sketchs             | Canada             |
| Dakan                                         | Mohamed Camara             | Guinée France      |
| Il bagno turco - Hamam (Hammam, le bain turc) | Ferzan Ozpetek             | Italie Turquie     |
| J'ai horreur de l'amour                       | Laurence Ferreira Barbosa  | France             |
| Kicked In The Head (en)                       | Matthew Harrison           | États-Unis         |
| Kisses                                        | Lynne Stopkewich           | Canada             |
| L'Autre Côté de la mer                        | Dominique Cabrera          | France             |
| La Buena vida                                 | David Trueba               | Espagne            |
| La Vie de Jésus                               | Bruno Dumont               | France             |
| Courts métrages                               |                            |                    |
| Liberté chérie                                | Jean-Luc Gaget             | France             |
| Ma 6-T va crack-er                            | Jean-François Richet       | France             |
| Ma vie en rose                                | Alain Berliner             | Belgique           |
| Suzaku (Moe No Suzaku)                        | Naomi Kawase               | Japon              |
| Murmur of Youth                               | Lin Cheng-sheng            | Taïwan             |
| My Son the Fanatic                            | Udayan Prasad              | États-Unis         |
| Priatiel Pakoinika                            | Viatcheslav Krichtofovitch | Ukraine            |
| Savrseni Krug (Le Cercle parfait)             | Ademir Kenović             | Bosnie-Herzégovine |
| Sinon, oui                                    | Claire Simon               | France             |
| Soyons amis !                                 | Thomas Bardinet            | France             |
| Taafe Fanga (Le pouvoir du pagne)             | Adama Drabo                | Mali               |
| Taxi de nuit                                  | Marco Castilla             | France             |

- Tout doit disparaître (court métrage) de Jean-Marc Moutout
- Tren de Sombras (court métrage) de José Luis Guerin
- Un frère… de Sylvie Verheyde
- Y’a du foutage dans l’air (court métrage) de Djamel Bensalah

### Semaine de la critique
| Film                                           | Réalisateur                    | Pays        |
| ---------------------------------------------- | ------------------------------ | ----------- |
| Longs-métrages                                 |                                |             |
| Junk Mail (Budbringeren)                       | Pål Sletaune                   | Norvège     |
| Faraw !                                        | Abdoulaye Ascofaré             | Mali        |
| Liens secrets (This World, Then the Fireworks) | Michael Oblowitz               | États-Unis  |
| Mains fortes (Le Mani forti)                   | Franco Bernini                 | Italie      |
| Karakter                                       | Mike van Diem                  | Pays-Bas    |
| Bent                                           | Sean Mathias                   | Royaume-Uni |
| Insomnia                                       | Erik Skjoldbjærg               | Norvège     |
| Courts-métrages                                |                                |             |
| Le Signaleur                                   | Benoît Mariage                 | Belgique    |
| Marylou                                        | Todd Kurtzman et Danny Shorago | États-Unis  |
| Adios Mama                                     | Ariel Gordon                   | Mexique     |
| Tunnel of Love                                 | Robert Milton Wallace          | Royaume-Uni |
| Muerto de amor                                 | Ramón Barea                    | Espagne     |
| O Prego                                        | João Matias                    | Portugal    |
| Le Voleur de diagonale                         | Jean Darrigol                  | France      |

### Sélection ACID
| Film                             | Réalisateur           | Pays |
| -------------------------------- | --------------------- | ---- |
| C'est la tangente que je préfère | Charlotte Silvera     |      |
| Cour interdite                   | Djamel Ouahab         |      |
| Demain et encore demain          | Dominique Cabrera     |      |
| Faire kiffer les anges           | Jean-Pierre Thorn     |      |
| Familles, je vous hais           | Bruno Bontzolakis     |      |
| Kaïrat                           | Darejan Omirbaev      |      |
| L'Amitié                         | Serge Bozon           |      |
| Mes dix-sept ans                 | Philippe Faucon       |      |
| La Vie sauve                     | Alain Raoust          |      |
| Le Silence de Rak                | Christophe Loizillon  |      |
| Sur la plage de Belfast          | Henri-François Imbert |      |

Courts métrages présentés en avant-programme
- 1 garçon, 1 fille 1 garçon, 1 fille de Luc Leclerc de Sablon
- Betty de Jessica Villasenor
- Dimanche Soir de Solange Martin
- Dounia de Zaïda Ghorba-Volta
- Les Jumeaux de Catherine Klein
- Pourvu qu'on ait l'ivresse de Jean-Daniel Pollet
- Tout doit disparaître de Jean-Marc Moutout

## Palmarès
| Prix                                          | Attribué à                              | Pays        |
| --------------------------------------------- | --------------------------------------- | ----------- |
| Palme d'or (ex æquo)                          | L'Anguille de Shohei Imamura            | Japon       |
| Palme d'or (ex æquo)                          | Le Goût de la cerise d'Abbas Kiarostami | Iran        |
| Grand prix                                    | De beaux lendemains d'Atom Egoyan       | Canada      |
| Prix du cinquantième anniversaire du Festival | Youssef Chahine pour Le Destin          | Égypte      |
| Prix d'interprétation masculine               | Sean Penn dans She's So Lovely          | États-Unis  |
| Prix d'interprétation féminine                | Kathy Burke dans Ne pas avaler          | Royaume-Uni |
| Prix de la mise en scène                      | Wong Kar-wai pour Happy Together        | Hong Kong   |
| Prix du scénario                              | James Schamus pour The Ice Storm        | États-Unis  |
| Prix du jury                                  | Western de Manuel Poirier               | France      |

- Prix FIPRESCI (ex æquo) : De beaux lendemains d’Atom Egoyan (compétition) et Voyage au début du monde de Manoel De Oliveira (hors-compétition)
- Prix du Jury œcuménique : De beaux lendemains d'Atom Egoyan
- Grand prix de la commission supérieure technique : She's So Lovely de Nick Cassavetes
- Caméra d'or : Suzaku de Naomi Kawase et une Mention Spéciale pour La Vie de Jésus de Bruno Dumont
- Palme d'or du court-métrage : Is It the Design on the Wrapper? de Tessa Sheridan
- Palme des Palmes (Palme d'honneur) : Ingmar Bergman